# Dávid Tóth
Dávid Tóth (* 21. února 1985, Székesfehérvár, Maďarsko) je maďarský rychlostní kanoista. Na Letních olympijských hrách 2012 v Londýně získal stříbrnou medaili na čtyřkajaku na 1000 metrů. Je též mistrem světa z roku 2011.